# Marta Selva Masoliver
Marta Selva i Masoliver és una historiadora i professora universitària catalana, que ha estat presidenta de l'Institut Català de les Dones del 2003 al 2010. És codirectora de la Mostra Internacional de Films de Dones de Barcelona i professora a la Universitat Rovira i Virgili.
Llicenciada en història Moderna i Contemporània per la Universitat Autònoma de Barcelona, professora de Teoria i Anàlisi del Film i la Televisió de la URV i professora del Màster de documental creatiu de la UAB, de la Diplomatura en Cultura de Pau (UAB) i tutora dels treballs de fi de grau de la Facultat de Comunicació de la UAB. És professora de cinema i audiovisuals a la Universitat Rovira i Virgili. Des de 1997 fet classes de publicitat, periodisme i comunicació audiovisual a la Universitat Oberta de Catalunya i la Universitat Pompeu Fabra. Ha publicat diversos treballs sobre les relacions entre pedagogia i cinema, perspectiva de gènere i feminismes en àmbits de la comunicació, la història i el cinema, televisió i publicitat.
Codirigeix la Mostra Internacional de Films de Dones de Barcelona des de 1993-2003 i 2011-2015. Membre de la cooperativa Drac Màgic, col·laboradora en diversos mitjans de comunicació com a analista política i és responsable, conjuntament amb Anna Solà, de la secció Pensar el cine de la revista Cuadernos de Pedagogía. Ha escrit articles a Escola Catalana, Perspectiva Escolar, Cuadernos de Pedagogía, L'Avenç i Nous Horitzons. Es també professora del Laboratori Feminista de Creaciò Documental de la La Bonne.
Políticament ha col·laborat amb l'ajuntament de Barcelona en el seu Projecte Educatiu de Ciutat. Fou assessora per a la reforma educativa al Departament d'Ensenyament de la Generalitat de Catalunya i fou membre del Consell de l'Audiovisual de Catalunya com a vicepresidenta del Fòrum d'Entitats de persones usuàries de l'audiovisual.
Entre 2003 i 2010 va ocupar el càrrec de Presidenta de L'Institut Català de les Dones. Va ocupar el càrrec fins al 2011 llevat un breu parèntesi en 2006. Durant el seu mandat fou aprovada la Llei catalana de Dret de les dones a erradicar la violència masclista, així com el protocol marc d'actuació. Després de deixar el càrrec va tornar a donar classes a la Universitat.